# Reinas (film, 2024)
Ne doit pas être confondu avec Reinas (film, 2005).
Pour plus de détails, voir Fiche technique et Distribution.
Reinas est un film dramatique helvético-hispano-péruvien coécrit avec Diego Vega et réalisé par Klaudia Reynicke, sorti en 2024.
Cette coproduction internationale helvético-péruvienne-espagnole met en vedette Abril Gjurinovic, Luana Vega, Jimena Lindo, Gonzalo Molina et Susi Sánchez.
Le film est présenté en première dans la section « World Cinema Dramatic Competition » au Festival du film de Sundance le 22 janvier 2024.

## Synopsis
Deux sœurs adolescentes renouent avec un ancien père avant un départ imposé vers un pays étranger. Cette relation amplifiera et atténuera leur douleur du changement.

## Fiche technique
- Titre original : Reinas
- Réalisation : Klaudia Reynicke
- Scénario : Klaudia Reynicke, Diego Vega
- Photographie : Diego Romero
- Montage : Paola Freddi
- Musique :
- Production : Britta Rindelaub, Daniel Vega Vidal
- Sociétés de production : Alva Film, Maretazo Cine, Inicia Films
- Pays de production :  Pérou -  Suisse -  Espagne
- Langue originale : espagnol
- Format : couleur
- Genre : drame
- Durée : 104 minutes
- Dates de sortie :
  - États-Unis : 22 janvier 2024 (Festival du film de Sundance)

## Distribution
- Susi Sánchez : Abuela
- Gonzalo Molina : Carlos
- Luana Vega : Aurora
- Jimena Lindo : Elena
- Abril Gjurinovic : Lucía

## Production
Le tournage a débuté le 31 janvier 2023 et s'est terminé le 14 mars 2023 au Pérou,.